# Ilmari Wirkkala
Matti Ilmari Wirkkala (né le 16 octobre 1890 à Kaustinen et mort le 3 décembre 1973) est un artiste, qui a réalisé de nombreux cimetières, statues tombales, des retables et des églises.

## Écrits
- Suomen merenvaltius. WSOY 1929
- Haudan ja hautausmaan hoito ; kuvitettu kirjoittajan piirroksin ja valokuvin. Otava 1930
- Suomalaiset, pohjoismaiden vanhin kulttuurikansa. Suomalainen Paino, Helsinki 1930
- Suomen merisotien historiallisia vaiheita. Tekijä, Helsinki 1933
- Mitenkä on kansakuntamme ja nouseva polvi pelastettava raittiudelle, kodille ja isänmaalle. Henkivakuutusyhtiö Salama, Helsinki 1934
- Arvoisa seurakuntalainen. Hautausmaiden ystävät ry:n kirjeitä seurakunnille n:o 2. Helsinki 1937
- Kirkonpalvelijain ohjekirja ; kirj. Hanna Loimaranta, Ilmari Virkkala, V. I. Forsman. Suomen kirkonpalvelijainyhdistys, Hamina 1942
- Suomen hautausmaiden historia. WSOY 1945
- Kreeta Haapasalo ja hänen kanteleensa : esitelmä-tutkielma. Kokkola 1946
- Solmukirja : langat, nuorat, köydet ja muut punokset sekä niiden solminta ja muu kytkentä ; toim. ja kuv. Ilmari Wirkkala. 2. uusittu p. Otava, 1963. (1. p.: Punokset ja solmut, 1944)
- Mullassa muistomme elää. Lönnberg Print & Promo 2016. Ilmari Wirkkalan elämä, kirj. Pekka Kivelä.

## Œuvres

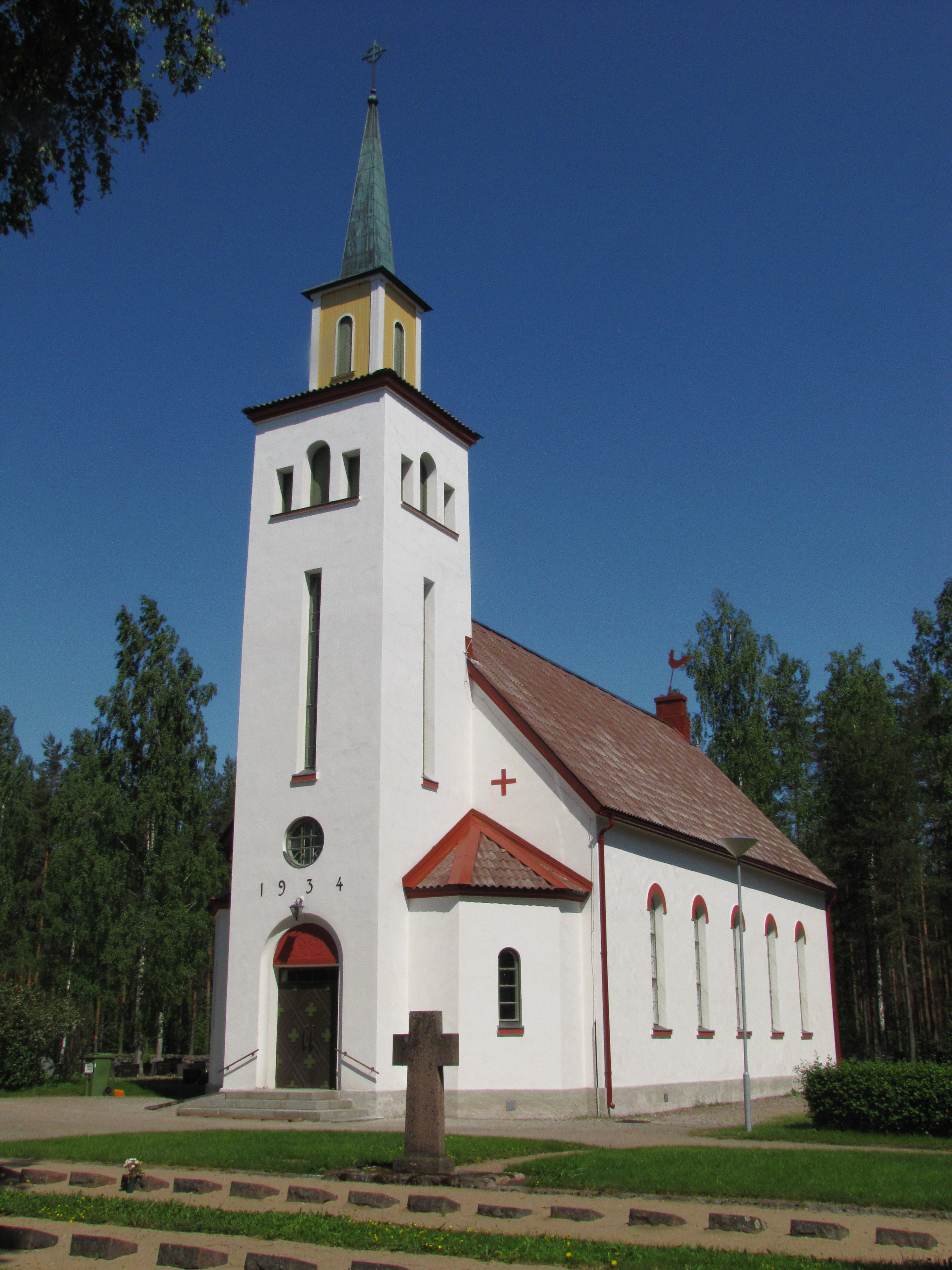
Église de Lohikoski
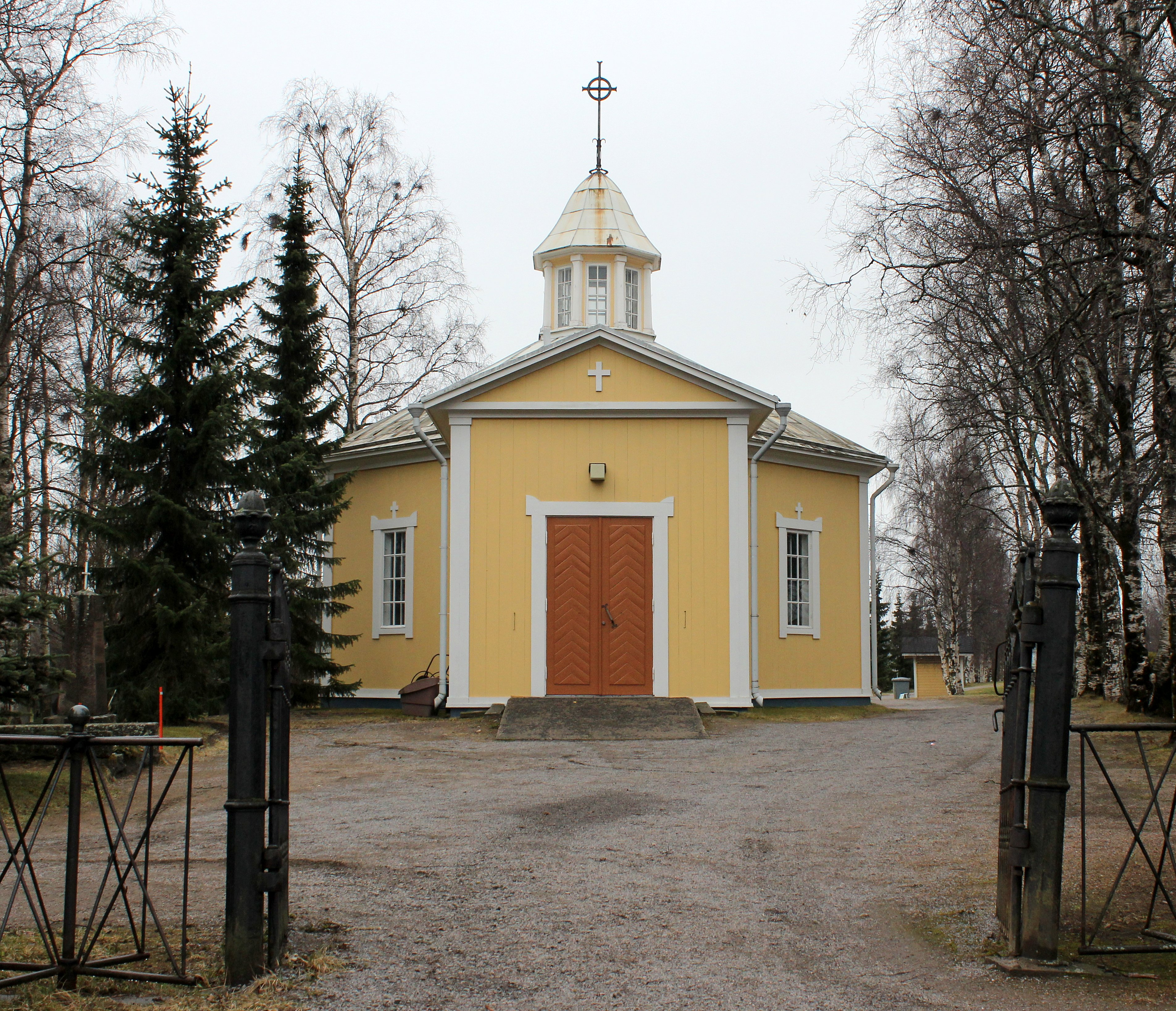
Chapelle du cimetière de Haarala, Raahe.

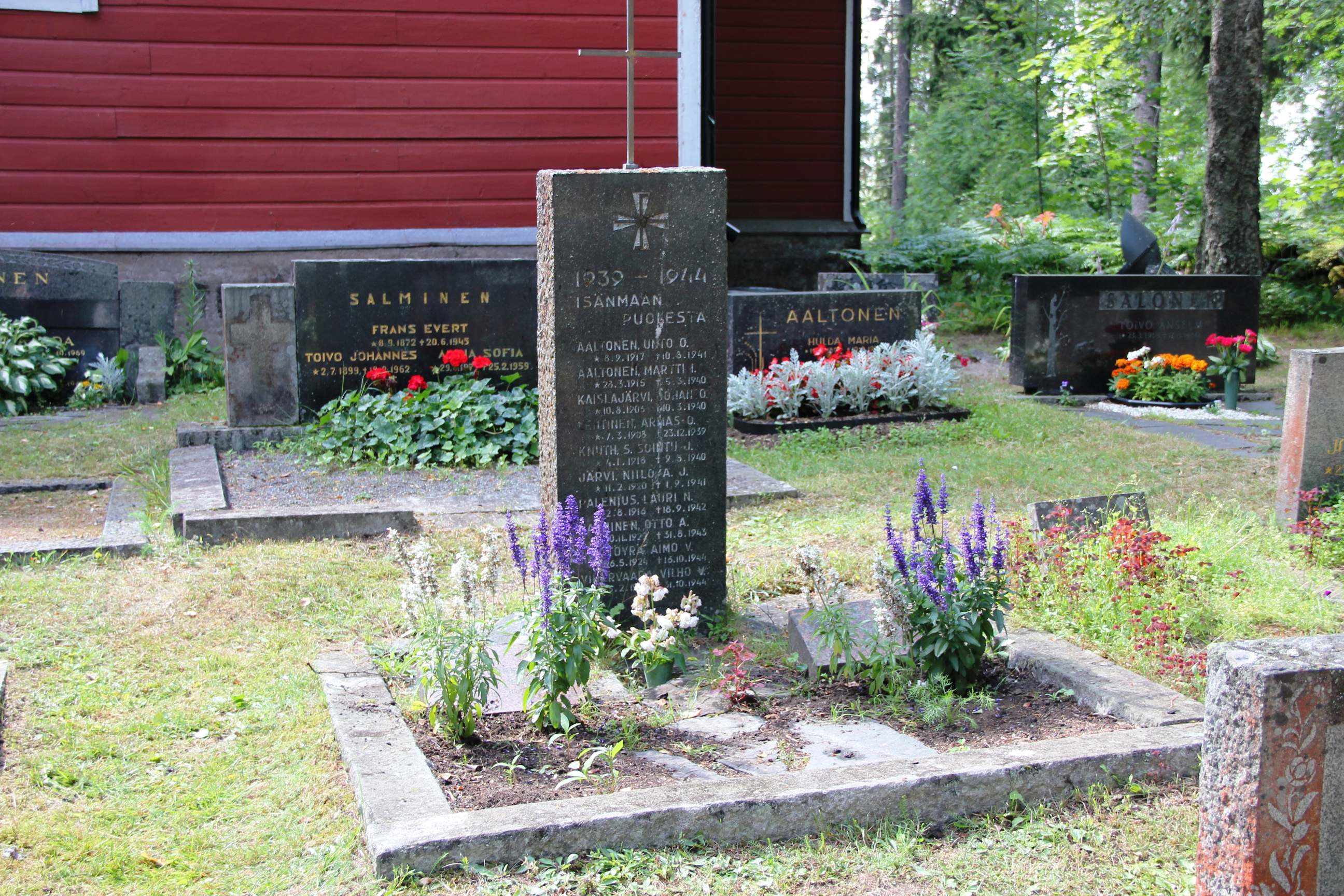
Mémorial de l'église de Kärkölä, Lohja.
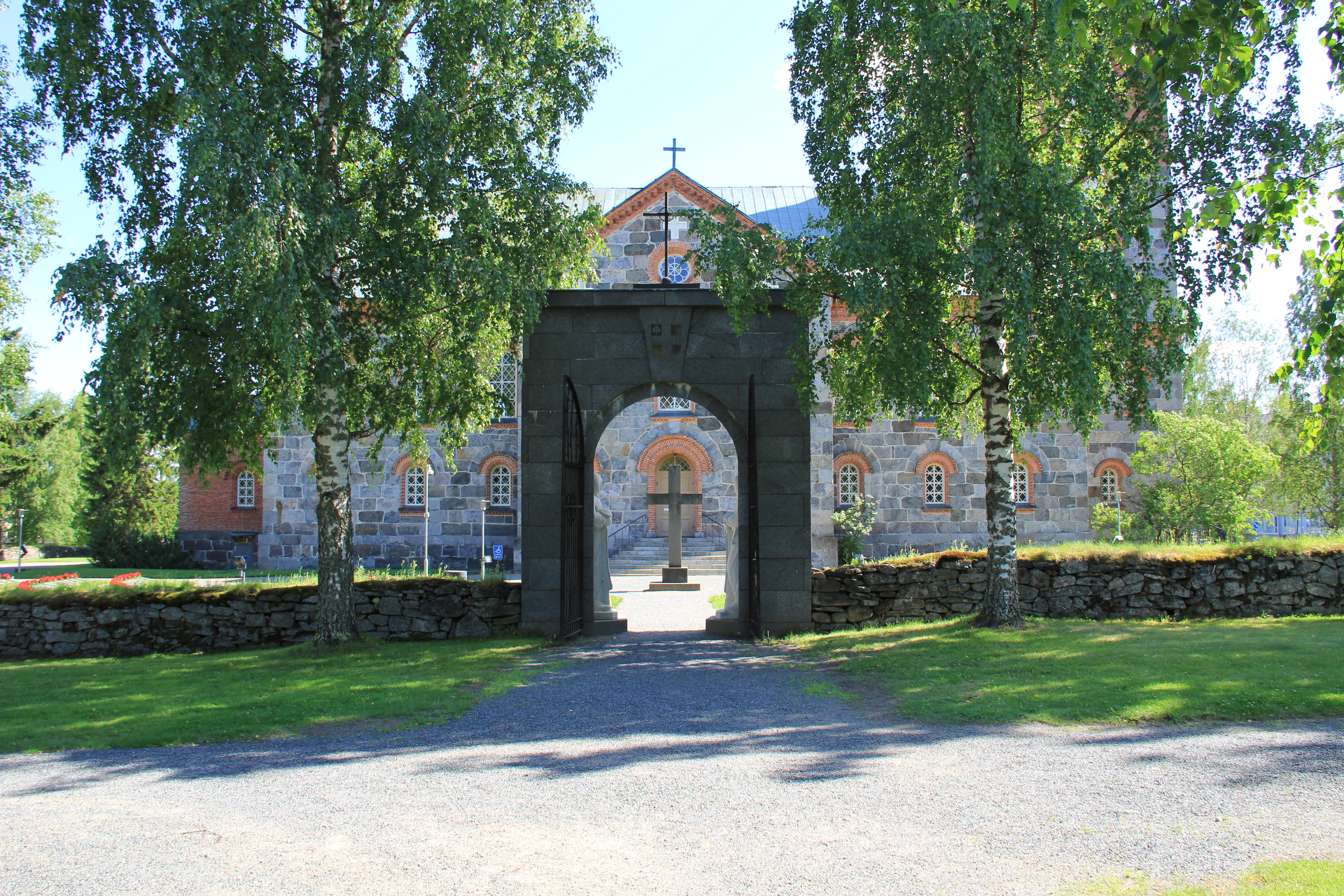
Mémorial de l'église de Juva.
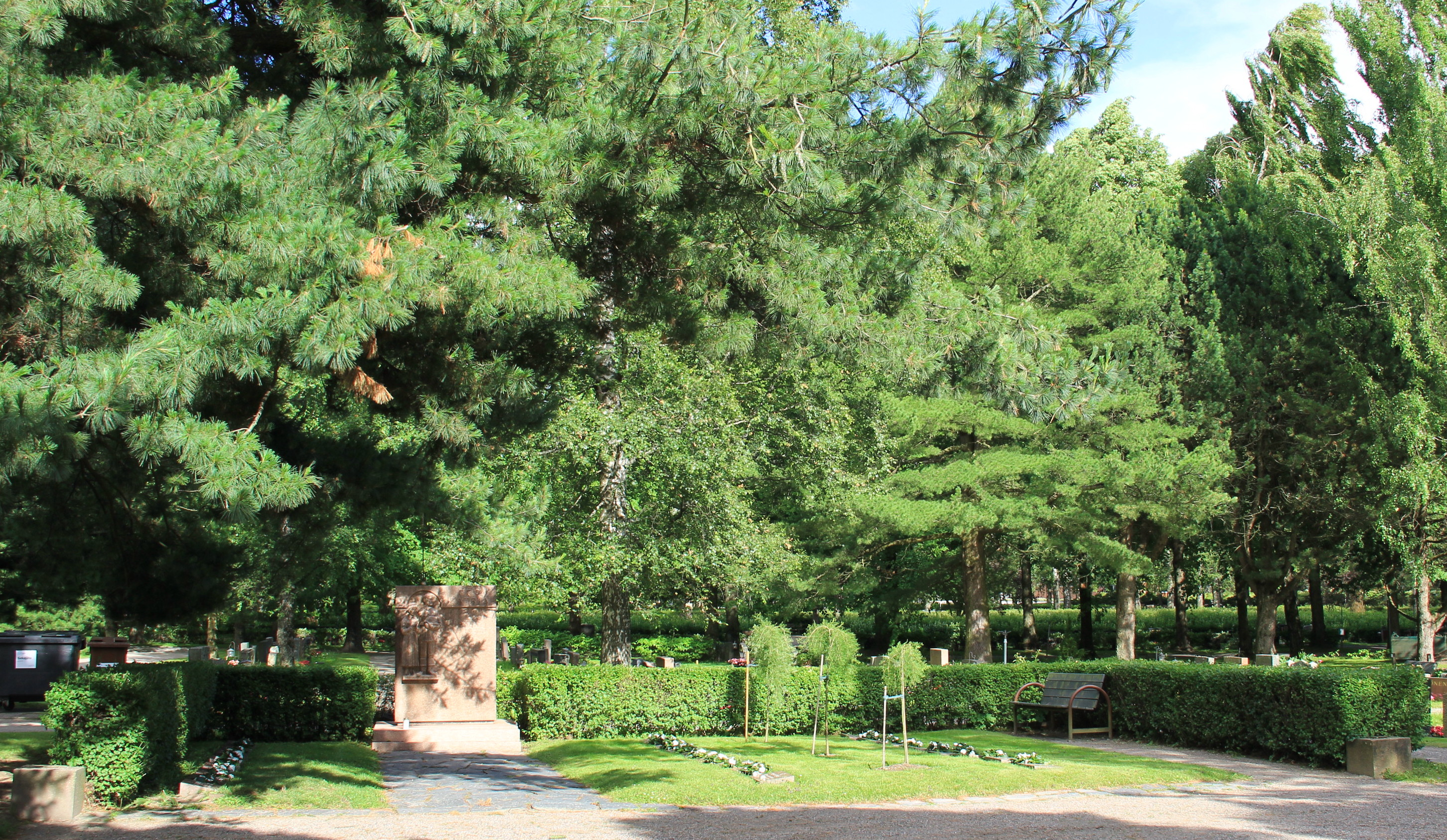
Mémorial du cimetière militaire d'Oulunkylä.

Blason de Kaustinen.